# Evarcha mirabilis
Evarcha mirabilis är en spindelart som beskrevs av Wesolowska, Haddad 2009. Evarcha mirabilis ingår i släktet Evarcha och familjen hoppspindlar. Inga underarter finns listade i Catalogue of Life.